# NGC 3618
NGC 3618 (другие обозначения — UGC 6327, MCG 4-27-14, MK 1288, ZWG 126.25, PGC 34575) — спиральная галактика с перемычкой (SBb) в созвездии Лев.
В галактике наблюдается повышенное ультрафиолетовое излучение, и потому её относят к галактикам Маркаряна. Причиной является всплеск звездообразования из-за взаимодействия с соседними галактиками.
Этот объект входит в число перечисленных в оригинальной редакции «Нового общего каталога».